# Bardęga
Bardęga – jezioro w woj. wielkopolskim, w powiecie międzychodzkim, w gminie Sieraków, w centrum wsi Lutom, leżące na terenie Pojezierza Poznańskiego.

## Dane morfometryczne
Powierzchnia zwierciadła wody według różnych źródeł wynosi od 12,5 ha do 13,9 ha.
Średnia głębokość jeziora wynosi 7,3 m, natomiast głębokość maksymalna 15,8 m.
Maksymalna długość jeziora wynosi 696 m, a szerokość 254 m.

## Hydronimia
Według urzędowego spisu opracowanego przez Komisję Nazw Miejscowości i Obiektów Fizjograficznych (KNMiOF) nazwa tego jeziora to Bardęga. W różnych publikacjach i na mapach topograficznych jezioro najczęściej występuje pod nazwą Bragant, rzadziej jako Barding.

## Warunki naturalne

### Ukształtowanie dna[3]
Dno ukształtowane jest dość regularnie, z jednym małym głęboczkiem o pow. 0,5 ha i głębokości 15 m. W strefie przybrzeżnej dno dość piaszczyste, głębiej osady organiczne o miąższości 30–80 cm.

### Roślinność[3]
- Roślinność wynurzona występuje w wąskim i przerywanym pasie osłaniającym ok. 35% linii brzegowej. Dominujące gatunki: trzcina pospolita, pałka wodna, manna mielec oraz pojedyncze skupiska situ.
- Roślinność zanurzona obejmuje powierzchnię dna do 2 m, głównie wywłócznik i rdestnice.
- Roślinność pływająca tworzy niewielkie skupiska przy dopływach do jeziora, dominuje grążel żółty i rzęsa trójrowkowa.

### Przeźroczystość wody[3]
Przeźroczystość waha się od 70 cm latem do 100 cm wiosną i jesienią. Latem zdarzają się zakwity fitoplanktonu i woda zmienia barwę od brunatnej do ciemnozielonej.

### Fauna
Występujące gatunki ryb to głównie leszcz i karp, krąp, szczupak, okoń, płoć, węgorz, karaś zł., lin, amur biały, tołpyga, jazgarz. Do końca lat 90. w jeziorze prowadzona była hodowla karpia, czego efektem są jeszcze dziś przypadki złowienia dużych okazów tego gatunku.

## Warunki do wędkowania
W klasyfikacji rybackiej jezioro określane jest typem leszczowym.
Akwen położony jest w zagłębieniu terenu, jego brzegi są dość wysokie, dlatego osłonięte jest od wiatru. W zlewni jeziora przeważają pola uprawne (około 65%), 10% to zabudowania gospodarstw, pozostałą część stanowi teren pokryty drzewostanem liściastym. Jezioro posiada dwa dopływy, jeden z pól, drugi ze wsi, które mają dodatkowy wpływ na eutrofizację zbiornika oraz jeden dopływ do rzeki Ostrzenicy.
Warunki do wędkowania z brzegu są więc bardzo dobre z uwagi na liczne przerwy w pasie roślinności oraz łagodnie opadające stoki jeziora.
Do najatrakcyjniejszych ryb łowionych na wędkę należą: karpie, węgorze, płocie oraz okonie.